# Course de l’Escalade
Die Course de l’Escalade ist eine Laufveranstaltung in Genf, die seit 1978 im Dezember stattfindet. Eingebettet in Volksläufe für alle Altersklassen sind die beiden  Escaladélite-Rennen für Männer und Frauen, an denen internationale Spitzenathleten teilnehmen. Abgeschlossen wird das Spektakel durch die Marmite, einen Lauf ohne Zeitmessung, der wegen der vielen kostümierten Teilnehmer an einen Karnevalsumzug erinnert.

## Strecke
Die Rennen finden auf verschieden langen Runden statt, die im Parc des Bastions beginnen und enden und durch die Altstadt verlaufen.

## Statistik

### Siegerliste
Quellen für Ergebnisse vor 1999: Tribune de Genève, ARRS

#### Männer

##### Aktuelle Strecke (7,323 km)
| Datum | Sieger                      | Nation     | Zeit    |
| ----- | --------------------------- | ---------- | ------- |
| 2021  | Boniface Kibiwott           | Kenia      | 20:34,0 |
| 2019  | Julien Wanders -3-          | Schweiz    | 20:39,0 |
| 2018  | Julien Wanders -2-          | Schweiz    | 20:46,0 |
| 2017  | Julien Wanders              | Schweiz    | 20:58,0 |
| 2016  | Tadesse Abraham -2-         | Schweiz    | 21:01,0 |
| 2015  | Tadesse Abraham             | Schweiz    | 21:00,0 |
| 2014  | Abraham Kipyatich -2-       | Kenia      | 20:56,0 |
| 2013  | Abraham Kipyatich           | Kenia      | 20:55,0 |
| 2012  | Jacob Kendagor              | Kenia      | 20:51,0 |
| 2011  | Paul Kipkorir Kipkemboi -2- | Kenia      | 20:45,0 |
| 2010  | Paul Kipkorir Kipkemboi     | Kenia      | 19:26,0 |
| 2009  | Titus Kipjumba Mbishei      | Kenia      | 20:26,4 |
| 2008  | Mike Kipruto Kigen          | Kenia      | 20:24,1 |
| 2007  | Tolossa Chengere            | Äthiopien  | 20:19,1 |
| 2006  | Micah Kipkemboi Kogo -2-    | Kenia      | 20:02,0 |
| 2005  | Micah Kipkemboi Kogo        | Kenia      | 20:09,0 |
| 2004  | Luke Kipkosgei              | Kenia      | 20:25,7 |
| 2003  | Thomas Kiplitany -2-        | Kenia      | 20:26,3 |
| 2002  | Thomas Kiplitany            | Kenia      | 20:24,1 |
| 2001  | Tom Nyariki -3-             | Kenia      | 20:21,1 |
| 2000  | Tom Nyariki -2-             | Kenia      | 20:28,9 |
| 1999  | Ismaïl Sghyr                | Frankreich | 20:24,5 |

##### 1986–1998 (9,08 km)
| Datum | Sieger            | Nation                 | Zeit  |
| ----- | ----------------- | ---------------------- | ----- |
| 1998  | Julius Kiptoo     | Kenia                  | 26:10 |
| 1997  | Tom Nyariki       | Kenia                  | 26:03 |
| 1996  | Paul Koech        | Kenia                  | 26:12 |
| 1995  | Laban Chege -2-   | Kenia                  | 25:34 |
| 1994  | Laban Chege       | Kenia                  | 25:39 |
| 1993  | Martin Jones      | Vereinigtes Königreich | 26:03 |
| 1992  | Carsten Eich      | Deutschland            | 25:53 |
| 1991  | William Sigei     | Kenia                  | 25:44 |
| 1990  | Pierre Délèze -5- | Schweiz                | 26:33 |
| 1989  | Markus Ryffel -2- | Schweiz                | 26:08 |
| 1988  | Pierre Délèze -4- | Schweiz                | 26:28 |
| 1987  | Christoph Herle   | BR Deutschland         | 26:28 |
| 1986  | Pierre Délèze -3- | Schweiz                | 28:36 |

##### 1978–1985
| Datum | Sieger            | Nation                 | Zeit  | Strecke |
| ----- | ----------------- | ---------------------- | ----- | ------- |
| 1985  | Tony Leonard -2-  | Vereinigtes Königreich | 28:28 | 9,6     |
| 1984  | Tony Leonard      | Vereinigtes Königreich | 28:43 | 9,6     |
| 1983  | Peter Wirz        | Schweiz                | 29:06 | 9,6     |
| 1982  | Markus Ryffel     | Schweiz                | 28:44 | 10,2    |
| 1981  | Pierre Délèze -2- | Schweiz                | 29:01 | 10,2    |
| 1980  | Pierre Délèze     | Schweiz                | 30:13 | 10,2    |
| 1979  | James Espir       | Vereinigtes Königreich | 30:24 | 10,2    |
| 1978  | Günter Zahn       | BR Deutschland         | 33:32 | 10,8    |

#### Frauen

##### Aktuelle Strecke (7,323 km)
| Datum | Siegerin              | Nation    | Zeit  |
| ----- | --------------------- | --------- | ----- |
| 2021  | Feliciana Jepkosgei   | Kenia     | 23:39 |
| 2019  | Norah Jeruto          | Kenia     | 22:56 |
| 2018  | Helen Bekele Tola -4- | Äthiopien | 23:51 |
| 2017  | Helen Bekele Tola -3- | Äthiopien | 23:49 |
| 2016  | Helen Bekele Tola -2- | Äthiopien | 24:15 |
| 2015  | Helen Bekele Tola     | Äthiopien | 24:27 |

##### 1997–2014 (4,78 km)
| Datum | Siegerin                   | Nation    | Zeit    |
| ----- | -------------------------- | --------- | ------- |
| 2014  | Cynthia Kosgei -2-         | Kenia     | 15:50,0 |
| 2013  | Cynthia Kosgei             | Kenia     | 15:54,0 |
| 2012  | Jane Muia                  | Kenia     | 15:34,0 |
| 2011  | Clarisse Cruz              | Portugal  | 15:36,0 |
| 2010  | Linet Chepkwemoi Masai -2- | Kenia     | 14:45,0 |
| 2009  | Caroline Chepkwony -2-     | Kenia     | 15:29,6 |
| 2008  | Derartu Tulu               | Äthiopien | 15:26,1 |
| 2007  | Linet Chepkwemoi Masai     | Kenia     | 14:55,6 |
| 2006  | Caroline Chepkwony         | Kenia     | 15:16,5 |
| 2005  | Maryam Yusuf Jamal -2-     | Brunei    | 14:55,6 |
| 2004  | Zenebech Tola              | Äthiopien | 14:52,0 |
| 2003  | Berhane Adere -2-          | Äthiopien | 14:45,3 |
| 2002  | Berhane Adere              | Äthiopien | 15:04,0 |
| 2001  | Lornah Kiplagat -2-        | Kenia     | 15:02,2 |
| 2000  | Lornah Kiplagat            | Kenia     | 14:47,9 |
| 1999  | Merima Denboba             | Äthiopien | 14:50,9 |
| 1998  | Anita Weyermann -4-        | Schweiz   | 14:56,0 |
| 1997  | Jackline Maranga           | Kenia     | 15:03,0 |

##### 1987–1996 (6,78 km)
| Datum | Siegerin               | Nation   | Zeit  |
| ----- | ---------------------- | -------- | ----- |
| 1996  | Anita Weyermann -3-    | Schweiz  | 21:26 |
| 1995  | Anita Weyermann -2-    | Schweiz  | 21:32 |
| 1994  | Anita Weyermann        | Schweiz  | 21:45 |
| 1993  | Sonia O’Sullivan       | Irland   | 21:12 |
| 1992  | Daria Nauer -2-        | Schweiz  | 21:50 |
| 1991  | Daria Nauer            | Schweiz  | 22:06 |
| 1990  | Sandra Gasser          | Schweiz  | 21:53 |
| 1989  | Jeanne-Marie Pipoz     | Schweiz  | 21:27 |
| 1988  | Ingrid Kristiansen -2- | Norwegen | 21:56 |
| 1987  | Ingrid Kristiansen     | Norwegen | 21:08 |

##### 1978–1986
| Datum | Siegerin              | Nation                 | Zeit  | Strecke |
| ----- | --------------------- | ---------------------- | ----- | ------- |
| 1986  | Cornelia Bürki -4-    | Schweiz                | 20:09 | 6,2     |
| 1985  | Ruth Smeeth-Partridge | Vereinigtes Königreich | 20:11 | 6       |
| 1984  | Ellen Wessinghage     | BR Deutschland         | 14:29 | 4,5     |
| 1983  | Cornelia Bürki -3-    | Schweiz                | 14:40 | 4,5     |
| 1982  | Cornelia Bürki -2-    | Schweiz                | 14:11 | 4,5     |
| 1981  | Elise Wattendorf      | Schweiz                | 14:41 | 4,5     |
| 1980  | Margrit Isenegger     | Schweiz                | 16:08 | 4,5     |
| 1979  | Cornelia Bürki        | Schweiz                | 08:35 | 2,5     |
| 1978  | Eliane Gubler         | Schweiz                | 14:43 | 4,5     |

### Entwicklung der Finisherzahlen
| Datum         | Gesamt (mit Kindern und Jugendlichen) | davon Männer | davon Frauen |
| ------------- | ------------------------------------- | ------------ | ------------ |
| 5. Dez. 2009  | 18.973                                | 6777         | 3746         |
| 6. Dez. 2008  | 18.304                                | 6581         | 3474         |
| 1. Dez. 2007  | 19.734                                | 8150         | 4116         |
| 2. Dez. 2006  | 17.605                                | 7014         | 3760         |
| 3. Dez. 2005  | 17.080                                | 7032         | 3469         |
| 4. Dez. 2004  | 16.213                                | 6991         | 3280         |
| 6. Dez. 2003  | 15.701                                | 6755         | 3212         |
| 7. Dez. 2002  | 17.204                                | 7790         | 3477         |
| 1. Dez. 2001  | 14.660                                | 6541         | 2856         |
| 2. Dez. 2000  | 13.242                                | 5868         | 2490         |
| 4. Dez. 1999  | 13.128                                | 5623         | 2303         |
| 6. Dez. 1998  | 15.102                                | ---          | ---          |
| 6. Dez. 1997  | 16.283                                | ---          | ---          |
| 6. Dez. 1996  | 13.848                                | ---          | ---          |
| 3. Dez. 1995  | 13.813                                | ---          | ---          |
| 1994          | 13.008                                | ---          | ---          |
| 1993          | 11.810                                | ---          | ---          |
| 5. Dez. 1992  | 11.424                                | ---          | ---          |
| 7. Dez. 1991  | 11.148                                | ---          | ---          |
| 2. Dez. 1990  | 10.971                                | ---          | ---          |
| 2. Dez. 1989  | 09679                                 | ---          | ---          |
| 3. Dez. 1988  | 08521                                 | ---          | ---          |
| 5. Dez. 1987  | 07903                                 | ---          | ---          |
| 6. Dez. 1986  | 07372                                 | ---          | ---          |
| 7. Dez. 1985  | 05951                                 | ---          | ---          |
| 1. Dez. 1984  | 05410                                 | ---          | ---          |
| 3. Dez. 1983  | 04500                                 | ---          | ---          |
| 5. Dez. 1982  | 02915                                 | ---          | ---          |
| 5. Dez. 1981  | 02215                                 | ---          | ---          |
| 6. Dez. 1980  | 01478                                 | ---          | ---          |
| 15. Dez. 1979 | 01003                                 | ---          | ---          |
| 16. Dez. 1978 | 0680                                  | ---          | ---          |